# Batracomorphus stigmatica
Batracomorphus stigmatica är en insektsart som beskrevs av Matsumura 1912. Batracomorphus stigmatica ingår i släktet Batracomorphus och familjen dvärgstritar. Inga underarter finns listade i Catalogue of Life.